# Яндушево (Медведевський район)
Янду́шево (рос. Яндушево, марій. Яндуш) — присілок у складі Медведевського району Марій Ел, Росія. Входить до складу Азановського сільського поселення.

## Населення
Населення — 62 особи (2010; 60 у 2002).
Національний склад (станом на 2002 рік):
- лучні марійці — 93 %